# Marian Haisig
Marian Haisig (ur. 31 maja 1908 we Lwowie, zm. 10 czerwca 1996 we Wrocławiu) – polski profesor historii, sfragistyk, heraldyk i numizmatyk, pracownik naukowy Uniwersytetu Wrocławskiego.

## Życiorys
Dyplom magistra filozofii w zakresie historii uzyskał na Wydziale Humanistycznym Uniwersytetu Jana Kazimierza we Lwowie. Pracę magisterską Mennica lwowska do roku 1658 napisał pod kierunkiem prof. J. Ptaśnika. Od 1932 zajmował się opracowywaniem zbiorów sfragistycznych Bolesława Podczaszyńskiego, najpierw jako asystent wolontariusz UJK, w Zakładzie Nauk Pomocniczych Historii, od 1933 jako asystent i od 1936 jako starszy asystent. W 1936 obronił pracę doktorską pt. Bolesław Podczaszyński jako sfragistyk i jego zbiory (promotorem był prof. dr Teofil Modelski). Okupację spędził we Lwowie uczestnicząc w tajnym nauczniu. Od 1946 we Wrocławiu jako asystent, później adiunkt w Katedrze Historii Średniowiecznej Powszechnej Uniwersytetu Wrocławskiego. Równocześnie pracował jako kolejno asystent, adiunkt i kustosz w Dziale Historycznym Muzeum Śląskiego. W 1951 zmuszony do odejścia z uniwersytetu, od 1954 pracował w Instytucie Kultury Materialnej PAN uzyskując tamże tytuł docenta.
Od 1957 ponownie na Uniwersytecie Wrocławskim, jako docent w Katedrze Historii Gospodarczej i Społecznej, a od 1963 jako profesor nadzwyczajny. W 1971 został mianowany profesorem zwyczajnym. Po przejściu na emeryturę w 1978 pracował na części etatu w Archiwum Państwowym we Wrocławiu, prowadząc badania naukowe, głównie z zakresu sfragistyki.
Opublikował ponad 200 prac z zakresu historii powszechnej, polskiej i śląskiej, zwłaszcza z dziedziny sfragistyki, numizmatyki, heraldyki i kultury materialnej.
Był członkiem komitetu redakcyjnego pomnikowego dzieła z zakresu heraldyki miejskiej Miasta polskie w Tysiącleciu (tom 1, 1965, tom 2, 1967).
Wydana w 1953 praca pt. Studia nad legendą pieczęci miejskiej jest fragmentem jego rozprawy habilitacyjnej. Prof. Haisig był współautorem jedynego polskiego podręcznika akademickiego do sfragistyki – Gumowski M., Haisig M., Mikucki S., Sfragistyka, Warszawa 1960.
Był wielokrotnie zapraszany przez samorządy lokalne i władze państwowe jako ekspert przy projektowaniu lub ustalaniu historycznych wzorów herbów miejskich. Zorganizował wystawy muzealne, głównie numizmatyczne i sfragistyczne, był promotorem i opiekunem prac naukowych.
Członek i członek honorowy towarzystw naukowych, m.in. Wrocławskiego Towarzystwa Naukowego, Polskiego Towarzystwa Historycznego, Polskiego Towarzystwa Archeologicznego i Polskiego Towarzystwa Heraldycznego.
Odznaczony został Złotym Krzyżem Zasługi i Krzyżem Kawalerskim Orderu Odrodzenia Polski, Złotym Medalem Uniwersytetu Wrocławskiego.
Zmarł 10 czerwca 1996 we Wrocławiu i pochowany został na cmentarzu Osobowickim.

## Niektóre publikacje
- Śląsk w monetach, medalach i pieczęciach, 1958
- Pieniądz kruszcowy na Śląsku do połowy XVIII w. Stan badań´i postulaty badawcze, 1966
- Wczesnośredniowieczne skarby srebrne ze Śląska, 1966
- Sfragistyka i heraldyka miast polskich w świetle dotychczasowych badań, 1947
- Rzemiosło kowalsko-ślusarskie na Śląsku do połowy XVIII w., 1962
- Śląski rodowód państwowego godła Polski, 1993
- Wytwory ślusarskie odkryte w Opolu na Śląsku, Sprawozdania Państwowego Muzeum Archeologicznego w Warszawie, Warszawa, 1954
- Herby miast Ziemi Kłodzkiej, Zeszyt Muzealne Ziemi Kłodzkiej nr 4, Kłodzko 1992
- Znalezisko rzymskich denarów we wsi Zubowice, pow. Tomaszów Lubelski, Sprawozdania Państwowego Muzeum Archeologicznego w Warszawie, Warszawa, 1950

Jako współautor:
- Miasta polskie w tysiącleciu (t. 1 1965, t. 2 1967),
- wraz z M. Gumowskim i S. Mikuckim: Sfragistyka, Warszawa 1960.